# 朱民阳
朱民阳（1956年11月—），男，江苏沭阳人，中华人民共和国政治人物。南京理工大学兵器系统工程系系统工程专业毕业，硕士研究生学历，工商管理硕士，高级经济师。

## 生平
1975年2月参加工作，1978年3月加入中国共产党。2000年8月，任中共无锡市新区党工委委员、管委会副主任、经济发展总公司副总经理、无锡国家高新技术产业开发区管委会副主任。2003年7月，任无锡市对外贸易经济合作局局长、党组书记，中国国际贸易促进委员会无锡市支会会长。2005年4月，任中共江阴市委书记、市人大常委会党组书记、江阴经济开发区党工委书记、市委党校校长。2006年1月，任中共江阴市委书记、江阴经济开发区党工委书记、市委党校校长。2006年8月，任中共无锡市委常委、江阴市委书记、江阴经济开发区党工委书记、市委党校校长。2011年10月，任江苏省旅游局局长、党组书记。
2012年4月，任中共扬州市委副书记、副市长、代市长(7月正式当选市长)。2014年10月28日，因在2014年5月9日外出考察回来后接受超标准接待受到党内警告处分。2016年9月，不再担任中共扬州市委副书记、市长。2017年2月，当选扬州市政协主席。
2013年，当选第十二届全国人民代表大会江苏地区代表。